# Мельник Микола Миколайович
Мико́ла Микола́йович Ме́льник (нар. 17 грудня 1953, смт Ставище, Київська область — пом. 26 липня 2013 року, Аліканте, Іспанія) — український радянський льотчик-випробувач, ліквідатор аварії на Чорнобильській АЕС, Герой Радянського Союзу (1987).

## Біографія
Народився у селищі міського типу Ставище Київської області в родині службовця. Українець. Член КПРС з 1987 року.
1971 року закінчив 10 класів середньої школи. Працював на Ставищенському вузлі зв'язку, інструктором по спорту ДСТ «Колос», бетонщиком тресту «Запорожгражданстрой» у Запоріжжі. 1972 — 1974 роках проходив строкову службу в Радянській Армії.

### Кар'єра пілота
1979 року закінчив Кременчуцьке льотне училище цивільної авіації (КЛУЦА), після чого працював у різних авіазагонах, потім пілотом-інструктором у КЛУЦА . продовжив навчання у Кременчуцькому філіалі Харківського політехнічного інституту і в Академії цивільної авіації в Ленінграді. 1984 року закінчив школу льотчиків-випробувачів та перейшов на випробувальну роботу.
З жовтня 1984 року — льотчик-випробувач Феодосійського філіалу ОКБ імені Н. І. Камова. Брав участь у випробуваннях вертольотів КА-27, КА-29, КА-32, КА-31, працював над їх модифікацією.

### Робота на Чорнобильській АЕС
26 квітня 1986 року сталася аварія на Чорнобильській АЕС, що супроводжувалася викидом великої кількості радіоактивних сполук у навколишнє середовище. Коли потрібно було провести моніторинг стану зруйнованого реактора четвертого енергоблоку АЕС, засипаного до того часу спеціальною сполукою, було розроблено багатоярусний вимірювач, який являв собою сталеву трубу довжиною 18 м і діаметром 100 мм з поміщеними всередину датчиками. Цей пристрій, як і операція з його встановлення, отримало назву «Голка». Вертоліт КА-27Е повинен був зависнути над кратером реактора, а потім труба, подібно до гігантської голки, повинна стрімко полетіти донизу і встромитися у черево реактора. При цьому вона повинна була зайти у глиб на 10 метрів, а частина, що залишилася стирчати над поверхнею. Трос від труби слід було скинути біля третього блоку, там його мали підібрати та підключити до вимірювальної апаратури. Для проведення операції було задіяно вертоліт Ка-27Е (борт № 910), що прибув з феодосійської філії ОКБ «Камов».
Через високий рівень радіоактивного випромінювання завдання було дуже небезпечним. Після декількох тренувань операцію здійснили 19 червня 1986 року. Машину пілотував льотчик-випробувач Микола Мельник, до екіпажу також входили штурман-випробувач В. М. Ткаченко, провідний інженер Ю. Н. Кувиков, бортоператор О. А. Азаров. Як згадував один з керівників операції П. М. Надзенюк, події розвивалися таким чином:
«Ми вилетіли в район АЕС трьома гелікоптерами. Машина, яку вів льотчик Мельник М. М., несла фал з „Голкою“. У наше завдання входило коректування положення його гелікоптера під час заключної фази операції. До реактора ми вели гелікоптери зі швидкістю 50 км/год. О 8 годині 40 хвилин опинилися у розрахунковій зоні. Мельник виконав зависання над обраною під час тренувань першою точкою і тут же почав зниження. Проте „Голка“ не ввійшла, бо не змогла пробити кірку, застиглу над реактором. друга спроба теж була безуспішною. Щасливим виявився третій візит: на наших очах „Голка“ увійшла на дві третини своєї довжини. Потім було відключено пристрій, яким фал кріпився до гелікоптера, і 200-метровий кабель впав на землю».
Екіпаж М. Мельника на «Ка-27» встановив у районі 4-го енергоблоку ще ряд датчиків, у тому числі і в жерло вентиляційної труби. Всього М. Мельником виконано у Чорнобилі 46 польотів загальною тривалістю 52 години. Льотчиком отримана доза опромінення 160 бер або 1,6 зіверт.
6 жовтня 1987 року за мужність, героїзм та самовідданість, проявлені при ліквідації аварії на Чорнобильській атомної електростанції присвоєно звання Героя Радянського Союзу та нагороджено орденом Леніна.
1990 року було відзначений премією Міжнародної вертолітного асоціації «Слава досконалості» (Salute to Excellence) у номінації «Премія імені Ігоря Сікорського за гуманітарні послуги».

### Подальша доля
До 1992 року продовжував працювати льотчиком-випробувачем у Феодосійській філії ОКБ імені Н. І. Камова. Потім жив у місті Київ, а 1995 року його було запрошено на роботу провідником гелікоптерів до Іспанії, яка закупила кілька гелікоптерів Ка-32. Там Микола Миколайович працював пілотом-інструктором у місті Аліканте..

## Нагороди
Указом Президії Верховної Ради СРСР від 6 жовтня 1987 року за мужність, героїзм та самовідданість, проявлені при ліквідації аварії на Чорнобильській атомної електростанції, командиру гелікоптера Миколі Миколайовичу Мельнику присвоєно звання Героя Радянського Союзу та нагороджено орденом Леніна.
1990 року було відзначений премією Міжнародної вертолітного асоціації «Слава досконалості» (Salute to Excellence) у номінації «Премія імені Ігоря Сікорського за гуманітарні послуги».